# 杜米特鲁·莫拉鲁
杜米特鲁·莫拉鲁（羅馬尼亞語：Dumitru Moraru，1956年5月8日—），罗马尼亚男子足球运动员，司职守门员。他曾代表罗马尼亚国家队参加1984年欧洲足球锦标赛，结果队伍止步小组赛阶段。